# Raimund Anton Wolf
Pour les articles homonymes, voir Wolf.
Raimund Anton Wolf, né le 15 mars 1865 à Czernowitz (en Bucovine) et mort le 9 septembre 1924 à Vienne, est un peintre et graveur à l'eau-forte autrichien. 

## Biographie
Raimund Anton Wolf, né le 15 mars 1865 à Czernowitz, est l'élève d'Anton Lhota et de Sequens.
Il meurt le 9 septembre 1924 à Vienne.